# Завръщане в Голямата гора
„Завръщане в Голямата гора“ (на английски: Return to the Hundred Acre Wood) е роман, продължение на двете книги за Мечо Пух. Книгата, с автор Дейвид Бенедиктъс, излиза на 5 октомври 2009 година и е първото продължение, одобрено от Pooh Properties Trust, тръста, притежаващ правата за историите за Мечо Пух. Илюстрациите са дело на Марк Бърджес и са в духа на оригиналните илюстрации на Ърнст Шепърд.